# Statistiche e record di Evonne Goolagong

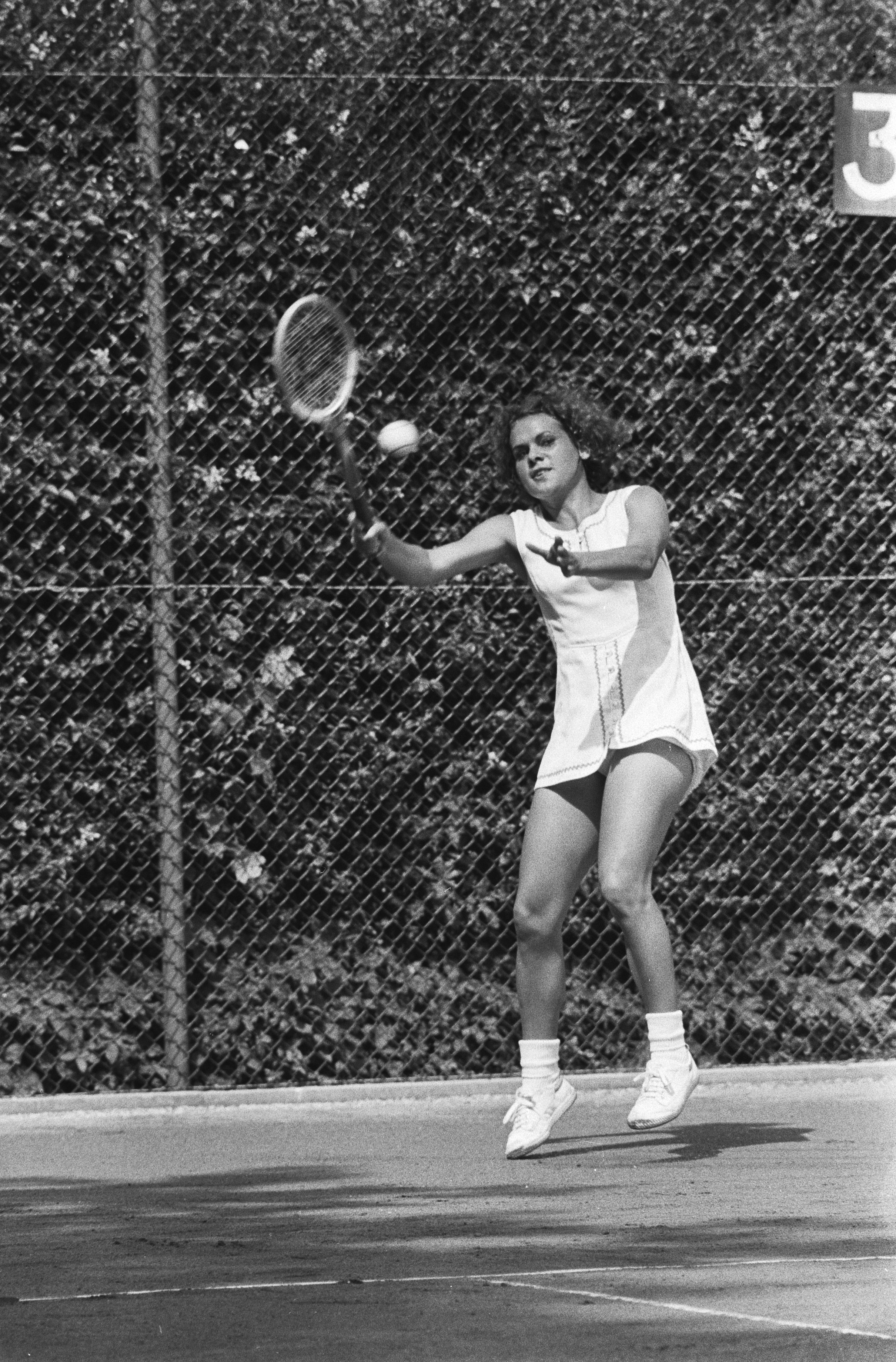
Evonne Goolagong in azione nel 1971

In questa pagina sono riportate le statistiche e i record realizzati da Evonne Goolagong durante la sua carriera tennistica.

## Statistiche

### Singolare

#### Vittorie

##### Grande Slam (7)
| Anno            | Torneo              | Superficie  | Avversaria in finale | Punteggio          |
| 1971            | Open di Francia     | Terra rossa | Helen Gourlay        | 6–3, 7–5           |
| 1971            | Wimbledon           | Erba        | Margaret Court       | 6–4, 6–1           |
| 1974            | Australian Open     | Erba        | Chris Evert          | 7–6(7–5), 4–6, 6–0 |
| 1975            | Australian Open (2) | Erba        | Martina Navrátilová  | 6–3, 6–2           |
| 1976            | Australian Open (3) | Erba        | Renáta Tomanová      | 6–2, 6–2           |
| 1977 (dicembre) | Australian Open (4) | Erba        | Helen Gourlay Cawley | 6–3, 6–0           |
| 1980            | Wimbledon (2)       | Erba        | Chris Evert          | 6–1, 7–6(7–4)      |

##### Altri titoli
| Anno              | Torneo                                               | Superficie                 | Avversaria in finale        | Punteggio     |
| ----------------- | ---------------------------------------------------- | -------------------------- | --------------------------- | ------------- |
| 1 settembre 1968  | New South Wales Hard Court Championships, Sydney     | Terra rossa                | Wendy Gilchrist-Paish       | 6-1 6-3       |
| 16 febbraio 1969  | New South Wales Hard Court Championships, Conra      | Terra rossa                | Wendy Gilchrist-Paish       | 6-4 6-2       |
| 17 giugno 1969    | North Coast Championshisps, Grafton                  | Erba                       | Pat Edwards                 | 7-5 6-3       |
| 31 agosto 1969    | Sydney Metropolitan Hard Court Championships, Sydney | Terra rossa                | Patricia Coleman-Gregg      | 1-6 6-4 6-0   |
| 6 ottobre 1969    | Australian Capital Territory Championships, Canberra |                            | Patricia Coleman-Gregg      | 6-4 6-1       |
| 31 marzo 1970     | Southport Hard Court Championships, Southport        | Terra rossa                | Joyce Barclay-Williams-Hume | 6-2 6-3       |
| 18 aprile 1970    | Cumberland Hard Court Championships, Hampstead       | Terra rossa                | Jill Cooper                 | 6-2 9-7       |
| 11 luglio 1970    | Welsh Open, Newport                                  | Erba                       | Patti Hogan                 | 6-0 8-6       |
| 18 luglio 1970    | North of England Championships, Hoylake              | Erba                       | Kerry Melville Reid         | 2-6 6-2 6-1   |
| 25 luglio 1970    | Leicester Midland Open, Leicester                    | Erba                       | Patti Hogan                 | 6-2 6-2       |
| 1 agosto 1970     | Bavarian Open, Monaco di Baviera                     |                            | Karen Krantzcke             | 6-2 6-1       |
| 15 novembre 1970  | Queensland Open, Brisbane                            | Erba                       | Kristien Shaw-Kemmer        | 6-3 6-2       |
| 3 gennaio 1971    | New Zealand Championships, Christchurch              | Erba                       | Betty Stöve                 | 6-1 6-4       |
| 31 gennaio 1971   | Victorian Open, Melbourne                            | Erba                       | Margaret Smith-Court        | 7-6 7-6       |
| 1º maggio 1971    | Sutton Hard Court Championships, Sutton              | Terra rossa                | Joyce Barclay-Williams-Hume | 7-5 2-6 6-3   |
| 8 maggio 1971     | Surrey Hard Court Championships, Guildford           | Terra rossa                | Jill Cooper                 | 6-4 6-3       |
| 24 luglio 1971    | Leicester Midland Open, Leicester                    | Erba                       | Patti Hogan                 | 6-2 6-4       |
| 1º agosto 1971    | Dutch Open, Hilversum                                | Terra rossa                | Christina Sandberg          | 8-6 6-3       |
| 16 ottobre 1971   | Scotland Dewar Cup Edinburgh, Edimburgo              | Sintetico indoor (Uniturf) | Françoise Dürr              | 6-0 6-4       |
| 13 novembre 1971  | Torquay Cup, Torquay                                 | Sintetico indoor (Uniturf) | Françoise Dürr              | 6-1 6-0       |
| 6 dicembre 1971   | Queensland Open, Brisbane                            | Erba                       | Helen Gourlay-Cawley        | 6-2 7-6       |
| 18 dicembre 1971  | Australian Hard Court Championships, Brisbane        | Terra rossa                | Mona Schallau Guerrant      | 6-1 6-1       |
| 3 gennaio 1972    | New South Wales Open, Sydney                         | Cemento                    | Virginia Wade               | 6-1, 7-6      |
| 17 gennaio 1972   | Southern Cross Classic, Adelaide                     | Erba                       | Ol'ga Morozova              | 7-6, 6-3      |
| 1 febbraio 1972   | Western Australian Open, Perth                       | Erba                       | Ol'ga Morozova              | 6-2, 7-5      |
| 27 marzo 1972     | South African Open, Johannesburg                     | Cemento                    | Virginia Wade               | 4-6 6-3 6-0   |
| 8 maggio 1972     | British Hard Court Championships, Bournemouth        | Terra rossa                | Helga Niessen Masthoff      | 6-0 6-4       |
| 15 maggio 1972    | Surrey Hard Court Championships, Guildford           | Terra rossa                | Joyce Barclay               | 6-4, 6-3      |
| 10 luglio 1972    | Irish Open, Dublino                                  | Erba                       | Pat Walkden Pretorius       | 2-6, 6-1, 6-2 |
| 14 agosto 1972    | Canada Open, Toronto                                 | Terra verde                | Virginia Wade               | 6-3, 6-1      |
| 20 novembre 1972  | Sunsmart Victorian Open, Melbourne                   | Terra rossa                | Patricia Coleman            | 6-7, 6-2, 6-2 |
| 27 novembre 1972  | WTA Brisbane, Brisbane                               | Erba                       | Glynis Coles                | 6-0, 7-5      |
| 16 dicembre 1972  | South Australian Open, Adelaide                      | Erba                       | Kerry Harris                | 6-1 6-2       |
| 15 gennaio 1973   | Benson & Hedges Open, Auckland                       | Erba                       | Marilyn Pryde-Lawrence      | 6-0 6-1       |
| 12 marzo 1973     | US Indoors, Boston                                   | Sintetico indoor           | Virginia Wade               | 6–4, 6–4      |
| 19 maggio 1973    | WTA Lee-on-Solent, Lee-on-the-Solent                 | Terra rossa                | Patricia Walkden-Pretorius  | 6-3 6-2       |
| 4 giugno 1973     | Internazionali d'Italia, Roma                        | Terra rossa                | Chris Evert                 | 7–6, 6–0      |
| 6 agosto 1973     | Cincinnati Open, Cincinnati                          | Terra rossa                | Chris Evert                 | 6–2, 7–5      |
| 20 agosto 1973    | Canada Open, Toronto                                 | Terra rossa                | Helga Niessen Masthoff      | 7–6, 6–4      |
| 10 settembre 1973 | Charlotte Classic, Charlotte                         | Terra rossa                | Eugenia Biriukova           | 6–2, 6–0      |
| 17 novembre 1973  | Japan Open Tennis Championships, Tokyo               | Sintetico indoor           | Helga Niessen Masthoff      | 6-3 6-4       |
| 23 settembre 1974 | Virginia Slims of Denver, Denver                     | Sintetico indoor           | Chris Evert                 | 7–5, 3–6, 6–4 |
| 14 ottobre 1974   | Virginia Slims Championships, Los Angeles            | Sintetico indoor           | Chris Evert                 | 6–3, 6–4      |
| 30 novembre 1974  | WTA Brisbane, Brisbane                               | Erba                       | Cyntia Doerner-Seiler       | 6-1 6-2       |
| 22 dicembre 1974  | New South Wales Open, Sydney                         | Erba                       | Margaret Smith-Court        | 6-3 7-5       |
| 6 gennaio 1975    | ASB Classic, Auckland                                | Erba                       | Linda Mottram               | 6–2, 7–5      |
| 18 febbraio 1975  | Virginia Slims of Detroit, Detroit                   | Sintetico indoor           | Margaret Court              | 6–3, 3–6, 6–3 |
| 15 dicembre 1975  | New South Wales Open, Sydney                         | Erba                       | Sue Barker                  | 6–2, 6–4      |
| 25 gennaio 1976   | Virginia Slims of Chicago, Chicago                   | Sintetico indoor           | Virginia Wade               | 3-6 6-3 6-2   |
| 3 febbraio 1976   | Virginia Slims of Akron, Akron                       | Sintetico indoor           | Virginia Wade               | 6-2 3-6 6-2   |
| 15 marzo 1976     | Virginia Slims of Dallas, Dallas                     | Sintetico indoor           | Martina Navrátilová         | 6-1 6-1       |
| 22 marzo 1976     | Virginia Slims of Boston, Boston                     | Sintetico indoor           | Virginia Wade               | 6-2 6-0       |
| 29 marzo 1976     | Virginia Slims of Philadelphia, Filadelfia           | Sintetico indoor           | Chris Evert                 | 6-3 7-6(5-3)  |
| 12 aprile 1976    | Virginia Slims Championships, Los Angeles            | Sintetico indoor           | Chris Evert                 | 6-3 5-7 6-3   |
| 15 ottobre 1976   | Hilton Head Classic, Hilton Head                     | Terra verde                | Virginia Wade               | 6-3 6-4       |
| 14 novembre 1977  | WTA Sydney, Sydney                                   | Erba                       | Kerry Melville Reid         | 6-1 6-3       |
| 21 novembre 1977  | Sunsmart Victorian Open, Melbourne                   | Erba                       | Wendy Turnbull              | 6-4 6-1       |
| 12 dicembre 1977  | New South Wales Open, Sydney                         | Erba                       | Sue Barker                  | 6-2 6-3       |
| 9 gennaio 1978    | Virginia Slims of Florida, Hollywood                 | Sintetico indoor           | Wendy Turnbull              | 6-2 6-3       |
| 3 marzo 1978      | Virginia Slims of Dallas, Dallas                     | Sintetico indoor           | Tracy Austin                | 4-6 6-0 6-2   |
| 13 marzo 1978     | Virginia Slims of Boston, Boston                     | Sintetico indoor           | Chris Evert                 | 4-6 6-1 6-4   |
| 28 maggio 1978    | Surrey Grass Court Championships, Surbiton           | Erba                       | Winnie Shaw                 | 6-1 6-1       |
| 11 giugno 1978    | Kent Championships, Beckenham                        | Erba                       | Laura DuPont                | 6-4 6-2       |
| 12 giugno 1978    | Torneo di Chichester, Chichester                     | Erba                       | Pam Teeguarden              | 6-4 6-4       |
| 9 giugno 1979     | Kent Championships, Beckenham                        | Erba                       | Pam Shriver                 | 6-3 6-2       |
| 11 giugno 1979    | Torneo di Chichester, Chichester                     | Erba                       | Sue Barker                  | 6-1 6-4       |
| 1 ottobre 1979    | US Indoors, Minneapolis                              | Sintetico indoor           | Dianne Fromholtz Balestrat  | 6-3 6-4       |
| 22 ottobre 1979   | Eckerd Tennis Open, Tampa                            | Cemento                    | Virginia Wade               | 6-0 6-3       |

#### Sconfitte

##### Grande Slam (11)
| Anno | Torneo          | Superficie  | Avversaria in finale | Punteggio   |
| 1971 | Australian Open | Erba        | Margaret Smith Court | 2-6 7-6 7-5 |
| 1972 | Australian Open | Erba        | Virginia Wade        | 6-4, 6-4    |
| 1972 | Open di Francia | Terra rossa | Billie Jean King     | 6-3 6-3     |
| 1972 | Wimbledon       | Erba        | Billie Jean King     | 6-3 6-3     |
| 1973 | Australian Open | Erba        | Margaret Smith Court | 6-4 7-5     |
| 1973 | US Open         | Erba        | Margaret Smith Court | 7-6 5-7 6-2 |
| 1974 | US Open         | Erba        | Billie Jean King     | 3-6 6-3 7-5 |
| 1975 | Wimbledon       | Erba        | Billie Jean King     | 6-0 6-1     |
| 1975 | US Open         | Erba        | Chris Evert          | 5-7 6-4 6-2 |
| 1976 | Wimbledon       | Erba        | Chris Evert          | 6-3 4-6 8-6 |
| 1976 | US Open         | Terra rossa | Chris Evert          | 6-3 6-0     |

##### Altre finali perse
| Anno              | Torneo                                        | Superficie                 | Avversaria in finale   | Punteggio                                     |
| ----------------- | --------------------------------------------- | -------------------------- | ---------------------- | --------------------------------------------- |
| 31 agosto 1970    | WTA Austrian Open, Kitzbühel                  | Terra rossa                | Helga Niessen Masthoff | 7-5 6-3                                       |
| 7 marzo 1971      | Benson & Hedges Open, Auckland                | Erba                       | Margaret Smith-Court   | 3-6 7-6 6-2                                   |
| 17 aprile 1971    | South African Open, Johannesburg              | Cemento                    | Margaret Smith-Court   | 6-3 6-1                                       |
| 17 maggio 1971    | British Hard Court Championships, Bournemouth | Terra rossa                | Margaret Smith-Court   | 7-5 6-1                                       |
| 10 luglio 1971    | Irish Open, Dublino                           | Erba                       | Margaret Smith-Court   | 6-3 2-6 6-3                                   |
| 9 agosto 1971     | Canada Open, Toronto                          | Terra rossa                | Françoise Dürr         | 6-4 6-2                                       |
| 6 novembre 1971   | Aberavon Cup, Aberavon                        | Sintetico indoor (Uniturf) | Virginia Wade          | 7-6 6-3                                       |
| 17 luglio 1972    | North of England Championships, Hoylake       | Erba                       | Betty Stöve            | titolo condiviso                              |
| 31 luglio 1972    | Cincinnati Open, Cincinnati                   | Terra verde                | Margaret Smith Court   | 3-6, 6-2, 7-5                                 |
| 7 agosto 1972     | US Clay Court Championships, Indianapolis     | Terra verde                | Chris Evert            | 7-6, 6-1                                      |
| 9 dicembre 1972   | Western Australian Championships, Perth       | Erba                       | Margaret Smith-Court   | 6-3 6-2                                       |
| 7 gennaio 1973    | New South Wales Open, Sydney                  | Erba                       | Margaret Smith-Court   | 4-6 6-3 10-8                                  |
| 5 marzo 1973      | Maureen Connolly Memorial Dallas, Dallas      | Sintetico indoor           | Virginia Wade          | 6–4, 6–1                                      |
| 2 aprile 1973     | USLTA Sarasota, Sarasota                      | Terra rossa                | Chris Evert            | 6–3, 6–2                                      |
| 9 aprile 1973     | USLTA Miami Beach, Miami                      | Terra rossa                | Chris Evert            | 3–6, 6–3, 6–2                                 |
| 16 aprile 1973    | Eckerd Tennis Open, Saint Petersburg          | Terra rossa                | Chris Evert            | 6–2, 0–6, 6–4                                 |
| 7 maggio 1973     | British Hard Court Championships, Bournemouth | Terra rossa                | Virginia Wade          | 6–4, 6–4                                      |
| 18 giugno 1973    | Queen's Club Championships, Londra            | Erba                       | Ol'ga Morozova         | 6–2, 6–3                                      |
| 9 luglio 1973     | Düsseldorf Open, Düsseldorf                   | Terra rossa                | Helga Niessen Masthoff | 6–4, 6–4                                      |
| 22 luglio 1973    | WTA Austrian Open, Kitzbuhel                  | Terra rossa                | Ol'ga Morozova         | titolo condiviso (finale sospesa per pioggia) |
| 20 novembre 1973  | South African Open, Johannesburg              | Cemento                    | Chris Evert            | 6–3, 6–3                                      |
| 29 dicembre 1973  | New South Wales Open, Sydney                  | Cemento                    | Karen Krantzcke        | 6-2 6-3                                       |
| 8 aprile 1974     | Virginia Slims of Sarasota, Sarasota          | Terra verde                | Chris Evert            | 6–4, 6–0                                      |
| 7 dicembre 1974   | Southern Cross Classic, Adelaide              | Erba                       | Ol'ga Morozova         | 7-6 2-6 6-2                                   |
| 3 marzo 1975      | Virginia Slims of Boston, Boston              | Sintetico indoor           | Martina Navrátilová    | 6–2, 4–6, 6–3                                 |
| 20 ottobre 1975   | Hilton Head Classic, Hilton Head              | Terra verde                | Chris Evert            | 6–1, 6–1                                      |
| 27 ottobre 1975   | US Indoors, Charlotte                         | Sintetico indoor           | Martina Navrátilová    | 4–6, 6–2, 7–5                                 |
| 16 novembre 1975  | Bremar Cup, Londra                            | Campo indoor               | Virginia Wade          | 6–3, 6–2                                      |
| 11 gennaio 1976   | WTA Austin, Austin                            | Cemento                    | Chris Evert            | 6-3 7-6                                       |
| 23 febbraio 1976  | Virginia Slims of Sarasota, Sarasota          | Sintetico indoor           | Chris Evert            | 6-3 6-0                                       |
| 1 marzo 1976      | Virginia Slims of California, San Francisco   | Sintetico indoor           | Chris Evert            | 7-5 7-6 (5-2)                                 |
| 25 settembre 1977 | Hilton Head Classic, Hilton Head              | Terra verde                | Virginia Wade          | 6-4 6-7 6-3                                   |
| 30 gennaio 1978   | Virginia Slims of Chicago, Chicago            | Sintetico indoor           | Martina Navrátilová    | 6-7 (4-5) 6-2 6-2                             |
| 27 marzo 1978     | Virginia Slims Championships, Oakland         | Sintetico indoor           | Martina Navrátilová    | 7-6 (5-0) 6-4                                 |
| 6 agosto 1979     | US Clay Court Championships, Indianapolis     | Terra rossa                | Chris Evert            | 6-4 6-3                                       |
| 10 settembre 1979 | Toray Pan Pacific Open, Tokyo                 | Cemento                    | Billie Jean King       | 6-4 7-5                                       |
| 11 febbraio 1980  | Avon Championships of California, Oakland     | Sintetico indoor           | Martina Navrátilová    | 6-1 7-6 (4)                                   |
| 18 febbraio 1980  | Avon Championships of Detroit, Detroit        | Sintetico indoor           | Billie Jean King       | 6-3 6-0                                       |
| 3 marzo 1980      | Avon Championships of Dallas, Dallas          | Sintetico indoor           | Martina Navrátilová    | 6-3 6-2                                       |
| 8 giugno 1980     | Torneo di Chichester, Chichester              | Erba                       | Chris Evert            | 6-3 6-7 7-5                                   |
| 22 novembre 1982  | New South Wales Open, Sydney                  | Erba                       | Martina Navrátilová    | 6-0 3-6 6-1                                   |

### Doppio

#### Vittorie

##### Grande Slam (6)
| Anno            | Torneo              | Superficie | Compagna             | Avversarie in finale                 | Punteggio        |
| 1971            | Australian Open     | Erba       | Margaret Court       | Joy Emerson Lesley Hunt              | 6–0, 6–0         |
| 1974            | Australian Open (2) | Erba       | Peggy Michel         | Kerry Harris Kerry Melville          | 7–5 6–3          |
| 1974            | Wimbledon           | Erba       | Peggy Michel         | Helen Gourlay Karen Krantzcke        | 2–6, 6–4, 6–3    |
| 1975            | Australian Open (3) | Erba       | Peggy Michel         | Margaret Court Ol'ga Morozova        | 7–6, 7–6         |
| 1976            | Australian Open (4) | Erba       | Helen Gourlay        | Renáta Tomanová Lesley Turner Bowrey | 8–1              |
| 1977 (dicembre) | Australian Open (5) | Erba       | Helen Gourlay Cawley | Mona Guerrant Kerry Melville Reid    | titolo condiviso |

Nota: il titolo di doppio femminile all'Australian Open del dicembre 1977 tradizionalmente non è conteggiato come titolo vinto dalla Goolagong, in quanto la finale non è stata disputata. In caso contrario, avrebbe avuto 14 titoli del Grande Slam, 6 titoli di doppio femminile, e 7 finali del doppio femminile.

##### Altri titoli
| Settimana         | Torneo                                        | Superficie                 | Compagna                    | Avversarie in finale                             | Punteggio          |
| ----------------- | --------------------------------------------- | -------------------------- | --------------------------- | ------------------------------------------------ | ------------------ |
| 24 gennaio 1971   | Western Australian Open, Perth                | Erba                       | Margaret Smith-Court        | Winnie Shaw Virginia Wade                        | 6-4 7-5            |
| 7 marzo 1971      | Benson & Hedges Open, Auckland                | Erba                       | Margaret Smith-Court        | Lesley Turner Bowrey Winnie Shaw                 | 7-6 6-0            |
| 4 aprile 1971     | Natal Open, Durban                            | Cemento                    | Margaret Smith-Court        | Kerry Harris Winnie Shaw                         | 3-6 6-3 6-3        |
| 17 aprile 1971    | South African Open, Johannesburg              | Cemento                    | Margaret Smith-Court        | Brenda Kirk Laura Rossouw                        | 6-3 6-2            |
| 1 maggio 1971     | Sutton Hard Court Championships, Sutton       | Terra rossa                | Joyce Barclay-Williams-Hume | Shirley Bloomer-Brasher Jill Cooper              | 6-4 6-3            |
| 24 luglio 1971    | Leicester Midland Open, Leicester             | Erba                       | Judy Tegart-Dalton          | Barbara Hawcroft Patti Hogan                     | 8-6 6-4            |
| 16 ottobre 1971   | Scotland Dewar Cup Edinburgh, Edimburgo       | Sintetico indoor (Uniturf) | Julie Heldman               | Patti Hogan Nell Truman                          | 6-3 6-0            |
| 13 novembre 1971  | Torquay Cup, Torquay                          | Sintetico indoor (Uniturf) | Julie Heldman               | Françoise Dürr Virginia Wade                     | 7-6 6-4            |
| 20 novembre 1971  | London Dewar Cup Finals, Londra               | Sintetico indoor (Uniturf) | Julie Heldman               | Françoise Dürr Virginia Wade                     | 7-5 6-4            |
| 3 gennaio 1972    | New South Wales Open, Sydney                  | Cemento                    | Melissa Edwards             | Lesley Turner Bowrey Virginia Wade               | 6-1, 6-2           |
| 17 gennaio 1972   | Southern Cross Classic, Adelaide              | Erba                       | Ol'ga Morozova              | Marilyn Tesch Kerry Ballard                      | 6-3, 6-0           |
| 1 febbraio 1972   | Western Australian Open, Perth                | Erba                       | Barbara Hawcroft            | Ol'ga Morozova Janet Young                       | 3-6, 6-4, 6-3      |
| 27 marzo 1972     | South African Open, Johannesburg              | Cemento                    | Helen Gourlay-Cawley        | Kristien Shaw-Kemmer Joyce Barclay-Williams-Hume | 6-1 6-4            |
| 8 maggio 1972     | British Hard Court Championships, Bournemouth | Terra rossa                | Helen Gourlay-Cawley        | Brenda Kirk Betty Stöve                          | 7-5 6-1            |
| 15 maggio 1972    | Surrey Hard Court Championships, Guildford    | Terra rossa                | Helen Gourlay               | Kristien Kemmer Joyce Barclay                    | 6-2, 6-1           |
| 31 luglio 1972    | Cincinnati Open, Cincinnati                   | Terra verde                | Evonne Goolagong            | Brenda Kirk Pat Walkden-Pretorius                | 6-4, 6-1           |
| 7 agosto 1972     | US Clay Court Championships, Indianapolis     | Terra verde                | Lesley Hunt                 | Margaret Court Pam Teeguarden                    | 6-2, 6-1           |
| 14 agosto 1972    | Canada Open, Toronto                          | Terra verde                | Margaret Smith Court        | Brenda Kirk Pat Walkden-Pretorius                | 3-6, 6-3, 7-5      |
| 20 novembre 1972  | Sunsmart Victorian Open, Melbourne            | Terra rossa                | Janet Young                 | Patricia Coleman Sally Irvine                    | 2-6, 6-4, 6-3      |
| 27 novembre 1972  | WTA Brisbane, Brisbane                        | Erba                       | Janet Fallis                | Barbara Hawcroft Marilyn Tesch                   |                    |
| 15 gennaio 1973   | Benson & Hedges Open, Auckland                | Erba                       | Janet Young                 | Patricia Coleman-Gregg Marilyn Tesch             | 6-1 6-3            |
| 5 marzo 1973      | Maureen Connolly Memorial Dallas, Dallas      | Sintetico indoor           | Janet Young                 | Gail Chanfreau Virginia Wade                     | 6–3, 6–2           |
| 19 maggio 1973    | WTA Lee-on-Solent, Lee-on-the-Solent          | Terra rossa                | Janet Young                 | Jackie Fayter-Hough Peggy Michel                 | 6-1, 6-2           |
| 20 agosto 1973    | Canada Open, Toronto                          | Terra rossa                | Peggy Michel                | Helga Niessen Masthoff Martina Navrátilová       | 6–3, 6–2           |
| 10 settembre 1973 | Charlotte Classic, Charlotte                  | Terra rossa                | Janet Young                 | Ilana Kloss Martina Navrátilová                  | 6–2, 6–0           |
| 8 aprile 1974     | Virginia Slims of Sarasota, Sarasota          | Terra verde                | Chris Evert                 | Tory Fretz Ceci Martinez                         | 6–2, 6–2           |
| 30 novembre 1974  | WTA Brisbane, Brisbane                        | Erba                       | Peggy Michel                | Vicki Kerr Lancaster Cecilia Martinez            | 6-1, 6-2           |
| 22 dicembre 1974  | New South Wales Open, Sydney                  | Erba                       | Peggy Michel                | Ol'ga Morozova Martina Navrátilová               | 6-7, 6-4, 6-1      |
| 6 gennaio 1975    | ASB Classic, Auckland                         | Erba                       | Wendy Turnbull              | Laura DuPont Ceci Martinez                       | 6–3, 4–6, 6–4      |
| 24 marzo 1975     | Virginia Slims of Philadelphia, Filadelfia    | Sintetico indoor           | Betty Stöve                 | Rosie Casals Billie Jean King                    | 4–6, 6–4, 7–6(5–3) |
| 21 aprile 1975    | Family Circle Cup, Amelia Island              | Terra verde                | Virginia Wade               | Rosie Casals Ol'ga Morozova                      | 4–6, 6–4, 6–2      |
| 15 dicembre 1975  | New South Wales Open, Sydney                  | Erba                       | Helen Gourlay               | Heidi Eisterlehner Helga Masthoff                | 6–3, 4–6, 6–3      |
| 15 ottobre 1976   | Hilton Head Classic, Hilton Head              | Terra verde                | Sue Barker                  | Martina Navrátilová Virginia Wade                | 6-4, 4-6, 6-3      |
| 25 settembre 1977 | Hilton Head Classic, Hilton Head              | Terra verde                | Kerry Melville Reid         | Dianne Fromholtz Balestrat Virginia Wade         | 6-2, 3-6, 6-4      |
| 21 novembre 1977  | Sunsmart Victorian Open, Melbourne            | Erba                       | Betty Stöve                 | Patricia Bostrom Kym Ruddell                     | 6-3, 6-0           |
| 12 dicembre 1977  | New South Wales Open, Sydney                  | Erba                       | Helen Gourlay-Cawley        | Mona Schallau Guerrant Kerry Melville Reid       | 6-0, 6-0           |
| 30 gennaio 1978   | Virginia Slims of Chicago, Chicago            | Sintetico indoor           | Betty Stöve                 | Rosie Casals Joanne Russell                      | 6–1, 6–4           |

#### Sconfitte

##### Grande Slam (1)
| Anno | Torneo    | Superficie | Compagna       | Avversarie in finale             | Punteggio |
| 1971 | Wimbledon | Erba       | Margaret Court | Rosemary Casals Billie Jean King | 6–3, 6–2  |

##### Altre finali perse
| Settimana        | Torneo                                        | Superficie                 | Compagna             | Avversarie in finale                  | Punteggio          |
| ---------------- | --------------------------------------------- | -------------------------- | -------------------- | ------------------------------------- | ------------------ |
| 3 gennaio 1971   | New Zealand Championships, Christchurch       | Erba                       | Gail Chanfreau       | Kathy Harter Winnie Shaw              | 6-4 4-6 7-5        |
| 10 maggio 1971   | London Hard Court Championships, Londra       | Terra rossa                | Margaret Smith-Court | Rosie Casals Billie Jean King         | 6-1 6-4            |
| 17 maggio 1971   | British Hard Court Championships, Bournemouth | Terra rossa                | Margaret Smith-Court | Mary-Ann Eisel Curtis Françoise Dürr  | 6-3 5-7 6-4        |
| 10 luglio 1971   | Irish Open, Dublino                           | Erba                       | Margaret Smith-Court | Lesley Turner Bowrey Betty Stöve      | 7-5 6-1            |
| 17 luglio 1971   | North of England Championships, Hoylake       | Erba                       | Margaret Smith-Court | Billie Jean King Rosie Casals         | walkover           |
| 9 agosto 1971    | Canada Open, Toronto                          | Terra rossa                | Lesley Turner Bowrey | Rosie Casals Françoise Dürr           | 6-3 6-2            |
| 23 ottobre 1971  | Billingham Cup, Billingham                    | Sintetico indoor (Uniturf) | Julie Heldman        | Virginia Wade Françoise Dürr          | 6-3 4-6 6-2        |
| 30 ottobre 1971  | British Covered Court Championships, Londra   | Sintetico indoor (Uniturf) | Julie Heldman        | Françoise Dürr Virginia Wade          | 3-6 7-5 6-3        |
| 6 novembre 1971  | Aberavon Cup, Aberavon                        | Sintetico indoor (Uniturf) | Julie Heldman        | Françoise Dürr Virginia Wade          | 7-5 6-4            |
| 6 dicembre 1971  | Queensland Open, Brisbane                     | Erba                       | Janet Young          | Helen Gourlay-Cawley Kerry Harris     | 5-7 7-5 6-4        |
| 10 luglio 1972   | Irish Open, Dublino                           | Erba                       | Karen Krantzcke      | Brenda Kirk Pat Walkden               | 6-3, 8-10, 6-2     |
| 17 luglio 1972   | North of England Championships, Hoylake       | Erba                       | Helen Gourlay        | Brenda Kirk Pat Walkden               | 6-3, 8-10, 6-2     |
| 9 dicembre 1972  | Western Australian Championships, Perth       | Erba                       | Lesley Hunt          | Margaret Smith-Court Kazuko Sawamatsu | 6-2 6-3            |
| 16 dicembre 1972 | South Australian Open, Adelaide               | Erba                       | Helen Gourlay-Cawley | Yevgenia Biriukova Janet Young        | 6-3 6-2            |
| 26 febbraio 1973 | USLTA Fort Lauderdale, Fort Lauderdale        | Terra rossa                | Janet Young          | Gail Chanfreau Virginia Wade          | 4–6, 6–3, 6–3      |
| 12 marzo 1973    | US Indoors, Boston                            | Sintetico indoor           | Janet Young          | Marina Krošina Ol'ga Morozova         | 6–2, 6–4           |
| 16 aprile 1973   | Eckerd Tennis Open, Saint Petersburg          | Terra rossa                | Janet Young          | Chris Evert Jeanne Evert              | 6–2, 7–6           |
| 7 maggio 1973    | British Hard Court Championships, Bournemouth | Terra rossa                | Janet Young          | Patricia Coleman Wendy Turnbull       | 7–5, 7–5           |
| 9 luglio 1973    | Düsseldorf Open, Düsseldorf                   | Terra rossa                | Janet Young          | Helga Masthoff Heide Schildknecht     | titolo condiviso   |
| 22 luglio 1973   | WTA Austrian Open, Kitzbühel                  | Terra rossa                | Janet Young          | Alla Ivanova Ol'ga Morozova           | 2–6, 6–4, 6–2      |
| 6 agosto 1973    | Cincinnati Open, Cincinnati                   | Terra rossa                | Janet Young          | Ilana Kloss Pat Pretorius             | 7–6, 3–6, 6–2      |
| 15 aprile 1974   | Eckerd Tennis Open, Saint Petersburg          | Terra rossa                | Chris Evert          | Ol'ga Morozova Betty Stöve            | 6–4, 6–2           |
| 10 marzo 1975    | Virginia Slims of Houston, Houston            | Sintetico indoor           | Virginia Wade        | Françoise Dürr Betty Stöve            | 2–6, 6–3, 7–6(5–2) |
| 16 giugno 1975   | International Women's Open, Eastbourne        | Erba                       | Peggy Michel         | Julie Anthony Ol'ga Morozova          | 6–2, 6–4           |
| 31 ottobre 1975  | Stockholm Open, Stoccolma                     | Sintetico indoor           | Virginia Wade        | Françoise Dürr Betty Stöve            | 6–3, 6–4           |
| 3 novembre 1975  | WTA French Indoors, Parigi                    | Sintetico indoor           | Virginia Wade        | Françoise Dürr Betty Stöve            | 2–6, 6–0, 6–3      |
| 16 novembre 1975 | Bremar Cup, Londra                            | Campo indoor               | Virginia Wade        | Françoise Dürr Betty Stöve            | 6–4, 7–6           |
| 25 gennaio 1976  | Virginia Slims of Chicago, Chicago            | Sintetico indoor           | Martina Navrátilová  | Ol'ga Morozova Virginia Wade          | 6(4)–7, 6–4, 6–4   |
| 15 agosto 1977   | Canada Open, Toronto                          | Terra rossa                | Rosie Casals         | Linky Boshoff Ilana Kloss             | 6-2, 6-3           |
| 14 novembre 1977 | WTA Sydney, Sydney                            | Erba                       | Betty Stöve          | Kerry Melville Reid Greer Stevens     | titolo condiviso   |
| 3 marzo 1978     | Virginia Slims of Dallas, Dallas              | Sintetico indoor           | Betty Stöve          | Martina Navrátilová Anne Smith        | 6–3, 7–6           |
| 13 marzo 1978    | Virginia Slims of Boston, Boston              | Sintetico indoor           | Betty Stöve          | Billie Jean King Martina Navrátilová  | 6–3, 6–2           |
| 7 maggio 1979    | Internazionali d'Italia, Roma                 | Terra rossa                | Kerry Melville Reid  | Betty Stöve Wendy Turnbull            | 6-3, 6-4           |
| 21 maggio 1979   | WTA German Open, Berlino                      | Terra rossa                | Kerry Melville Reid  | Rosie Casals Wendy Turnbull           | 6-2, 7-5           |
| 4 aprile 1982    | Palm Beach Cup, Palm Beach Gardens            | Terra rossa                | Betty Stöve          | Rosie Casals Wendy Turnbull           | 6–1, 7–6           |

### Doppio misto

#### Vittorie

##### Grande Slam (1)
| Anno | Torneo          | Compagno    | Superficie  | Avversari in finale                | Punteggio |
| 1972 | Open di Francia | Terra rossa | Kim Warwick | Françoise Dürr Jean-Claude Barclay | 6–2, 6–4  |

#### Sconfitte

##### Grande Slam (1)
| Anno | Torneo    | Compagno | Superficie  | Avversari in finale          | Punteggio |
| 1972 | Wimbledon | Erba     | Kim Warwick | Rosemary Casals Ilie Năstase | 6–4, 6–4  |

## Risultati in progressione
| Sigla | Risultato               |
| ----- | ----------------------- |
| V     | Vincitore               |
| F     | Finalista               |
| SF    | Semifinalista           |
| O     | Oro olimpico            |
| A     | Argento olimpico        |
| SF    | Bronzo olimpico         |
| QF    | Quarti di Finale        |
| 4T    | Quarto turno            |
| 3T    | Terzo turno             |
| 2T    | Secondo turno           |
| 1T    | Primo turno             |
| RR    | Round Robin             |
| LQ    | Turno di qualificazione |
| A     | Assente                 |
| ND    | Non disputato           |

| Legenda superfici    |
| -------------------- |
| Cemento              |
| Terra battuta        |
| Erba                 |
| Superficie variabile |

### Singolare nei tornei del Grande Slam
| Torneo              | 1967  | 1968  | 1969  | 1970  | 1971  | 1972  | 1973  | 1974  | 1975  | 1976  | 1977  | 1977  | 1978  | 1979  | 1980  | 1981  | 1982  | 1983  | Titoli |
| ------------------- | ----- | ----- | ----- | ----- | ----- | ----- | ----- | ----- | ----- | ----- | ----- | ----- | ----- | ----- | ----- | ----- | ----- | ----- | ------ |
| Australian Open     | 3T    | 3T    | 2T    | QF    | F     | F     | F     | V     | V     | V     | A     | V     | A     | A     | 2T    | QF    | 2T    | A     | 4 / 14 |
| Open di Francia     | A     | A     | A     | A     | V     | F     | SF    | A     | A     | A     | A     | A     | A     | A     | A     | A     | A     | 3T    | 1 / 4  |
| Wimbledon           | A     | A     | A     | 2T    | V     | F     | SF    | QF    | F     | F     | A     | A     | SF    | SF    | V     | A     | 2T    | A     | 2 / 11 |
| US Open             | A     | A     | A     | A     | A     | 3T    | F     | F     | F     | F     | A     | A     | A     | QF    | A     | A     | A     | A     | 0 / 6  |
| W/T                 | 0 / 1 | 0 / 1 | 0 / 1 | 0 / 2 | 2 / 3 | 0 / 4 | 0 / 4 | 1 / 3 | 1 / 3 | 1 / 3 | 1 / 1 | 1 / 1 | 0 / 1 | 0 / 2 | 1 / 2 | 0 / 1 | 0 / 2 | 0 / 1 | 7 / 35 |
| Ranking a fine anno | –     | –     | –     | –     | –     | –     | –     | –     | 5     | 2     | –     | –     | 3     | 4     | 5     | –     | 17    | 37    |        |

ND = torneo non disputato.
A = non ha partecipato al torneo.
W/T = rapporto tra numero dei tornei vinti e numero dei tornei cui ha partecipato.
Note: L'Australian Open è stato disputato due volte nel 1977, a gennaio e dicembre, mentre non è stato disputato nel 1986.